# Denys Wasin
Denys Hennadijowycz Wasin, ukr. Денис Геннадійович Васін (ur. 4 marca 1989 w Odessie) – ukraiński piłkarz, grający na pozycji napastnika.

## Kariera piłkarska

### Kariera klubowa
Wychowanek SDJuSzOR Czornomoreć Odessa. Pierwszy trener Wiktor Zubkow. W 2005 rozpoczął karierę piłkarską w drugiej drużynie Czornomorca Odessa. 20 kwietnia 2008 debiutował w Wyższej lidze. 16 marca 2013 został wypożyczony do końca sezonu 2012/13 do Biełszyny Bobrujsk. W lipcu 2013 przeszedł do Karpat Lwów. 23 lipca 2014 roku za obopólną zgodą kontrakt został anulowany. 14 października 2014 jako wolny agent zasilił skład Illicziwca Mariupol. 12 stycznia 2015 opuścił mariupolski klub, a 27 stycznia ponownie został piłkarzem Czornomorca Odessa. Po zakończeniu sezonu 2014/15 opuścił odeski klub. 1 lipca 2015 przeszedł do Metałurha Donieck, a po jego rozformowaniu wkrótce przeniósł się do Stali Dnieprodzierżyńsk. 12 sierpnia 2017 po raz kolejny powrócił do Czornomorca Odessa. 11 stycznia 2018 przeszedł do Worskły Połtawa.

### Kariera reprezentacyjna
10 lutego 2009 debiutował w młodzieżowej reprezentacji Ukrainy w wygranym 2:1 meczu z młodzieżówką Turcji, w którym strzelił jednego gola. Wcześniej występował w juniorskich reprezentacjach U-17 i U-19.